# Hereheretue
Hereheretue is een atol in de Tuamotuarchipel in Frans-Polynesië. Het is deel van de Îles du Duc de Gloucester. Het eiland ligt zeer geïsoleerd, het dichtst bijzijnde eiland is Anuanuraro en dat ligt 157 km verder. Het ligt 488 km van Tahiti. Hereheretue heeft een bijna driehoekige vorm met een maximale lengte van 9 km en een breedte van 7 km. Het landoppervlakte is 4 km² en het wateroppervlak van de lagune is 23 km².

## Geschiedenis
Onduidelijk is welke Europese zeevaarder het eiland het eerst beschreef. De Amerikaanse ontdekkingsreiziger Charles Wilkes noemde het eiland in 1840 San Pablo op grond van veel oudere documentatie. Omstreeks 1850 namen de Fransen bezit van het eiland. Er woonde toen ongeveer 25 mensen, volgens de volkstelling van 2017 wonen er 57 mensen die zich voornamelijk bezighouden met het maken van kopra en zelfvoorzienende landbouw en visserij. Bestuurlijk/administratief gezien behoren de vier atollen van de Îles du Duc de Gloucester onder de gemeente Hao.

## Fauna
Er komen 31 vogelsoorten voor en zes soorten van de Rode Lijst van de IUCN waaronder de met uitsterven bedreigde hendersonstormvogel (Pterodroma atrata) en het witkeelstormvogeltje (Nesofregetta fuliginosa).
Atollen: Anuanuraro · Anuanurunga · Hereheretue · Nukutepipi